# Gjergji Muzaka
Gjergji Muzaka, född den 26 september 1984 i Tirana i Albanien, är en albansk fotbollsspelare som har spelat för KS Dinamo Tirana i den albanska fotbollsligan. Han har också spelat i landskamper för Albanien. Han var seriemästare i Albanien med KF Tirana i 2009.
Muzaka debuterade för Albanien i A-landslaget i 2008. Han gjorde sitt första landslagsmål den 3 september 2010 i en EM-kvalificeringskamp i bortaplan mot Rumänien.